# 尹琦
尹琦（1971年11月—），女，中华人民共和国外交官，现任中华人民共和国驻佛罗伦萨总领事。

## 生平
尹琦曾任外交部领事司出国签证处参赞兼处长、驻南非大使馆参赞兼总领事，后升公使衔参赞兼总领事。2024年10月，出任中华人民共和国驻佛罗伦萨总领事。